# Длонь (Великопольське воєводство)
Длонь (пол. Dłoń) — село в Польщі, у гміні Мейська Ґурка Равицького повіту Великопольського воєводства.
Населення — 662 особи (2011).
У 1975-1998 роках село належало до Лешненського воєводства.

## Демографія
Демографічна структура станом на 31 березня 2011 року:
|          | Загалом | Допрацездатний вік | Працездатний вік | Постпрацездатний вік |
| -------- | ------- | ------------------ | ---------------- | -------------------- |
| Чоловіки | 321     | 70                 | 223              | 28                   |
| Жінки    | 341     | 68                 | 204              | 69                   |
| Разом    | 662     | 138                | 427              | 97                   |